# Fraissinet-de-Lozère
Fraissinet-de-Lozère è un comune francese soppresso e frazione del dipartimento della Lozère nella regione dell'Occitania. Dal 1º gennaio 2016 si è fuso con i comuni di Le Pont-de-Montvert e Saint-Maurice-de-Ventalon per formare il nuovo comune di Pont-de-Montvert-Sud-Mont-Lozère.

## Società

### Evoluzione demografica
Abitanti censiti